# إيرباص إيه 400إم
إيرباص إيه 400 إم هي طائرة شحن عسكرية إنتاج شركة إيرباص، ومزودة بأربع محركات من طراز تي بي400-دي6 (TP400-D6) من إنتاج شركة يورو بروب الدولية.
يعتبر مشروع طائرة النقل العسكري بعيدة المدى إيرباص إيه 400 إم مشروعا دوليا بأمتياز وحاليا هذه الطائرة تم طلبها من قبل 10 بلدان حول العالم. 

طائره النقل العسكري إيرباص إيه 400 إم ستكون بديلا عن عدد من طائرات النقل المتقادمه مثل لوكهيد سي-130 هيركوليز وترانساول سي-160.

أول نموذج للطائره تم بناءه في العام 2007. قامت الطائرة إيرباص إيه 400 إم بأول طيران تجريبي لها في العام 2009.

دخلت أول طائره إيرباص إيه 400 إم الخدمة في العام 2013 لدى القوات الجويه الفرنسيه وأول نزاع عسكري شاركت به هو التدخل العسكري الفرنسي في مالي.

## التصميم والمواصفات
التصميم المتقدم للطائره إيرباص إيه 400 إم اعتمد على الاستعمال الكبير للمواد المركبة.

الطائرة لديها 4 محركات من الجيل الجديد ل TP400-D6 turboprop عالي الاداء، وكل محرك له قدره 11000 حصان.

تم تطوير المحركات من قبل شركة Europrop العالميه، الشفرات الدافعه للمحرك مصنوعه من مواد مركبه.

تم اختيار محركات turboprop لعدة اسباب منها اقتصاديه صرف الوقود ورخص كلفة التشغيل.

تستطيع هذه الطائرة حمل 116 جنديا بكامل تجهيزاتهم أو 66 حماله مع 25 مرافق.

كما تستطيع الطائرة إيرباص إيه 400 إم حمل 9 منصات pallet عسكريه قياسيه في عنبر الشحن مع اثنين في المنحدر الخلفي للطائره rear ramp مع 56 جنديا يجلسون على الجانبين كما تستطيع حمل 2 من المدرعات المدولبه 8×8 أو عربات مجنزره.

الطائرة إيرباص إيه 400 إم تستطيع ان تسقط مظليين والحمولة في نفس الوقت ويبلغ مدى الطائرة بأقصى حموله حوالي 3300 كم.

تستطيع هذه الطائرة الإقلاع والهبوط على مدرجات معبدة جزئيا كما انها تحتاج إلى مدرج قصير نسبيا.

يمكن ان تتحول ال إيرباص إيه 400 إم إلى طائرة تزود بالوقود تكتيكيه ويتم تجهيزها بمعدات التزود جوا بالوقود خلال ساعتين فقط.

الطائرة لاتحتاج إلى خدمات ارضيه في حالة عدم توفرها.

## مشكلة الأخطاء في التصميم
في يونيو 2016 كشف رئيس شركة “إيرباص” توم أندرز لوسائل الإعلام عن وجود أخطاء كبيرة في تصميم طائرة النقل العسكري إيرباص إيه 400 إم. وعزا رئيس “إيرباص” أسباب وقوع هذه الأخطاء إلى التقنيين الذين أشرفوا على تصنيع المحرك التوربيني للطائرة. يشار إلى أن مجموعة من الشركات الأوروبية ساهمت في تصنيع محرك هذه الطائرة بينها الشركة الألمانية “MTU Aero ” والشركة الفرنسية “Safran Aircraft” المتخصصة في صناعة المحركات وشركات أوروبية أخرى.

وأعرب أندرز عن أسفه لكون المسؤولية الكاملة عن وجود مشاكل تقنية في محرك الطائرة إيرباص إيه 400 إم تم تحميلها لشركة “إيرباص” وحدها.

وعلى الرغم من ارتفاع التكاليف ووجود مشاكل تقنية أشاد رئيس “إيرباص” بالإمكانات الهائلة للطائرة إيرباص إيه 400 إم كما حذر الحكومات الأوروبية من محاولة إيجاد بديل لها.

في نوفمبر 2019 رفضت القوات الجوية الألمانية قبول تسليم طائرتين من طراز إيرباص إيه 400 إم مشيرة إلى وجود مشاكل تقنية متكررة مع شركات النقل العسكرية.

وقال سلاح الجو إن طائرة إيرباص إيه 400 إم شاركت في حوالي 1700 مهمة وشكلت العمود الفقري للنقل الجوي لنقل الأفراد والمواد والمهمات في التزود بالوقود والمساعدات الإنسانية.

على الرغم من أنه تم تسليم 31 طائرة من مجموع 53 طائره تحت الطلب إلا أنه قال إن هناك مشكلات فنية تتعلق بالطائرات  بما في ذلك ال nuts المستخدمة على المروحة. وقال إن هناك حاجة إلى مزيد من الوقت لعمليات التفتيش التي قوضت استعداد أسطول إيرباص إيه 400 إم.

وقالت إيرباص في بيان لها إن القضايا المتعلقة بالنموذج لم تكن ذات أهمية بالنسبة للسلامة. نحن على دراية بالنتائج المتعلقة بواجهة البراغي / واجهة المروحة في بعض طائرات عملائنا «كما قالت.» ليس هذا أمرًا مهمًا للسلامة ويستمر عملاؤنا في قبول وتشغيل طائراتهم."

وقال سلاح الجو الألماني إن هناك حاجة إلى عمليات تفتيش إضافية لاختبار حوامل المحرك وغرف الاحتراق ولوح المحرك وللكشف عن الشقوق في مختلف الأجزاء. وقالت إن إيرباص إيه 400 إم لا تزال غير قادره على أداء جميع المهام على الرغم من هذه التشيكات.

## المشغلون الحاليون
-  فرنسا.

-  ألمانيا.

-  إسبانيا.

-  بلجيكا.

-  المملكة المتحدة.

-  تركيا.

-  لوكسمبورغ.

-  ماليزيا.

## المشغلون المحتملون
-  الهند.

-  السعودية.

-  مصر.

-  إندونيسيا.

-  كوريا الجنوبية.